# Hanna, Donald & Wilson
Hanna, Donald and Wilson fu un'azienda scozzese di costruzioni navali e ingegneria che fiorì durante l'epoca vittoriana.
La firma d'ingegneria generica Reid & Hanna fu fondata nel 1816 a Paisley, in Scozia. James Donald divenne partner della società a partire dal 1851 e fu aggiunto il suo nome alla firma. Il fratello minore di Donald, il costruttore navale William Donald, si unì alla società quando la sua precedente compagnia, la Donald & Co., collassò e la Hanna & Donald acquisì il suo cantiere Atlas a Paisley. Lo stesso anno l'azienda iniziò una partnership per la costruzione di navi con la Abercorn Shipbuilding Company di Paisley.
Nel 1870 l'azienda spostò le sue operazioni presso la fonderia Abercorn e in un sito vicino all'abbazia di Paisley. Operando da un sito senza sbocco sul mare, il cantiere era specializzato in barche con poco pescaggio per acque interne, che venivano consegnate in sezioni prefabbricate e riassemblate presso il compratore. L'azienda produsse anche unità militari ad alta velocità, tra cui per la Royal Navy due cacciatorpediniere classe Fervent e navi simili per la marina greca. La firma produsse anche ponti, come l'Abbey Bridge.
L'azienda offriva anche servizi di ingegneria per acqua e gas, una fonderia e costruzione di ponti e caldaie. L'azienda lavorò sulla Waverley Station di Edimburgo, sulla St Enoch Station di Glasgow e alla Cumberland & Westmorland Railway in Inghilterra. L'azienda offrì servizi di ingegneria civile e meccanica in molti paesi europei e del Commonwealth britannico, fino nel Sud-est asiatico, in Canada e in Australia. L'erede, William Donald, intraprese la carriera medica e quindi sia il ramo ingegneristico sia quello navale dell'azienda di famiglia furono bloccati negli anni 1910, e l'ultimo patrimonio, il cantiere navale Abercorn, fu venduto nel 1920.